# 丸山みづ紀
丸山 みづ紀（まるやま みづき、3月3日 - ）は、日本のDJ、ラジオパーソナリティ、ナレーター。

## 人物
神奈川県横浜市出身。血液型はB型。
実践女子大学卒。趣味は沖縄旅行、ラグビー観戦、ピアノ。

## 出演番組

### ラジオ番組
- Bay Rhythmix 月曜～木曜（bayfm：1997年4月 - 2003年3月）
- MOZAIKU NIGHT〜No.1 Music Factory〜 月曜（bayfm：2005年10月 - 2007年3月）
- Scramble 木曜日（fm osaka：2007年4月 - 9月）
- SUNDAY SPECIAL（fm osaka：2007年7月8日 - ）
- 秩父宮ラグビー場　場内FM（2006年 - ）

### ナレーション
- スーパーサッカー（TBS）
- Hi! Hey! Say!（テレビ東京）

### MC
- GLAY EXPO'99
- ROCK IN JAPAN FESTIVAL 2000
- Hi! Hey! Say!（テレビ東京）